# Agloe
Agloe – fikcyjna miejscowość przy drodze nr 206 w hrabstwie Delaware w stanie Nowy Jork, kilka kilometrów na północ od Roscoe, uwieczniona w powieści Papierowe miasta Johna Greena.

## Historia
Agloe pojawiło się na mapach w 1925 roku jako pułapka kartograficzna zastawiona przez dyrektora General Drafting Corporation Ottona G. Lindberga i jego asystenta Ernesta Alpersa na wydawnictwa plagiatujące ich mapy przy tworzeniu własnych. Nazwa fikcyjnej miejscowości powstała z wykorzystania liter z inicjałów twórców mapy.
Mimo że miejscowość faktycznie nie istniała, w ciągu kolejnych kilku lat Agloe zaczęło się pojawiać na mapach wydawnictwa Rand McNally. W miejscu oznaczonym jako Agloe powstał w tym czasie sklep wielobranżowy o nazwie Agloe. Jego założyciel wykorzystał nazwę wyczytaną na mapach jako nazwę sklepu. Założenie sklepu uniemożliwiło Lindbergowi i Alpersowi wygranie procesu przeciw plagiatorom ich map, gdyż ci powołali się na istnienie sklepu jako dowód braku plagiatu.
Wraz z zamknięciem sklepu Agloe zaczęto usuwać z map i po 1990 roku nie występowało już ono w nowych wydawnictwach. Przejściowo było później zaznaczone w Google Maps, póki w 2014 r. United States Geological Survey oficjalnie nie ogłosiło, że jest miejscowością fikcyjną. Agloe zniknęło z serwisu 17 marca 2014 roku.
W 2008 roku John Green umieścił Agloe w swojej powieści Papierowe miasta, co sprawiło, że do miejsca jego położenia zaczęli zjeżdżać fani twórczości pisarza.